# 美國水力壓裂

美國禁止使用水力壓裂開採油氣的州（迄2021年）。

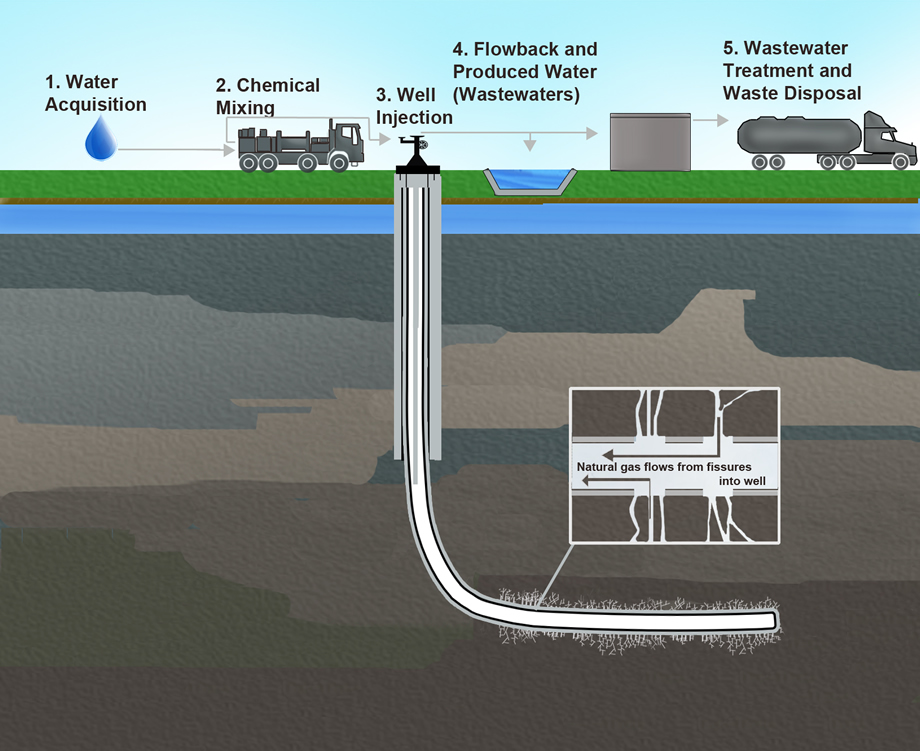
美國國家環境保護局（EPA）所提供水力壓裂的水循環插圖。

美國水力壓裂（英語：Fracking in the United States）談論的是美國利用水力壓裂工藝開採油氣的歷史，以及當前實際情況。
美國最早在1949年即開始使用這項工藝。根據美國能源部 (DOE) 的數據，迄2013年，美國已至少有200萬口油氣井進行過水力壓裂作業，而在新鑽探的油氣井中，有高達95%是採用水力壓裂的方式。這些井的產量占美國石油的43%和天然氣的67%。與水力壓裂相關的環境安全和健康問題在1980年代出現，在州和聯邦層級為此的辯論仍在持續進行中。
紐約州在2010年以行政命令禁止大規模（或稱大容量）水力壓裂，因此該州此類的天然氣都產自禁令發布前已完成的鑽井。佛蒙特州並無已知可供壓裂生產的天然氣儲量，但於2012年5月根據預防原則，禁止在當地使用水力壓裂。馬里蘭州在2017年3月禁止使用水力壓裂，是美國第二個擁有已探明天然氣儲量，而受到禁止使用這種開採法的州。在華盛頓州，由於州參議會以29票對18票和眾議會以61票對37票通過，州長傑伊·英斯利在2019年5月8日簽署SB5145法案，讓該州成為美國第4個禁止水力壓裂的州。華盛頓州並未生產石油和天然氣，在法案通過時，當地並無水力壓裂作業存在。
由於德克薩斯州（德州）西部二疊紀盆地（又稱西德克薩斯盆地）利用水力壓裂生產的石油和天然氣供需不平衡，對當地工業產生越來越大的挑戰，對環境的影響也越來越劇烈。在2018年，石油生產時附帶產出的天然氣過多，以至銷售價格轉為負數，迫使業者利用燃燒的方式把多餘的天然氣燒掉，數量增加到創紀錄的每天4億立方英尺。 到2019年第三季度，僅該地區的多餘天然氣產量幾乎增加一倍，達到每天7.5億立方英尺，這一數量遠超過德州的全部住宅所需。

## 歷史

### 非水力壓裂方式
利用壓裂手段作為一種刺激淺層硬質岩層中油井的方法可追溯到1860年代。賓夕法尼亞州（賓州）、紐約州、肯塔基州和西維吉尼亞州的石油業者曾使用硝酸甘油（起初使用液體形式，後來改用固體形式）把含油地層壓裂。相同方法後來被應用於水井和天然氣井。在1930年代引入酸性液體來替代爆炸方式，以刺激油井增產，酸蝕能讓裂縫維持開放狀態，提高生產率。注入水和水泥漿具有相似的效果。

### 採石
據服務於美國地質調查局（USGS）的T.L. Waton的說法，首次水力壓裂的工業應用發生在1903年。在此之前，位於芒特艾里 (北卡羅來納州)附近的採石場曾（現在仍然是）採用水力壓裂方式把花崗岩塊從基岩剝離。

### 油氣井
在阿莫科公司前身的Stanolind Oil and Gas Corporation服務的Floyd Farris（生1911年，卒2003年）曾對油氣井生產力和壓力處理之間的關係做研究。Stanolind Oil根據其研究，於1947年在格蘭特縣 (堪薩斯州)的胡鉤藤天然氣田進行首次水力壓裂實驗。測試時，把1,000美制加侖（3,800升，或830英制加侖當量）的凝膠汽油（主要是凝固汽油彈）和取自阿肯色河的沙子注入2,400英尺（730米）深的含氣石灰岩地層中。那次實驗，因為產量沒明顯變化，不算很成功。同樣在Stanolind Oil工作的J.B. Clark在1948年將這項實驗的報告以論文方式發表。這項工藝在1949年取得專利，由哈里伯頓油井固井公司獲得獨家授權。1949年3月17日，哈里伯頓率先在斯蒂芬斯郡(奧克拉荷馬州)和阿徹郡 (德克薩斯州)進行兩次商業水力壓裂處理。從那時起，這種工藝被用在各種地質條件，以刺激油氣井生產。《新聞周刊》在1950年6月報導說，當時已有300口油井採用這種新技術。美國礦業局在1965年出版的刊物中談到水力壓裂時，寫道：“由於有壓裂技術，今天才會有許多油氣田存在，如果沒這項技術，在過去的15年中，許多會因產量貧瘠或是不具商業價值而被放棄。 “

### 大規模水力壓裂

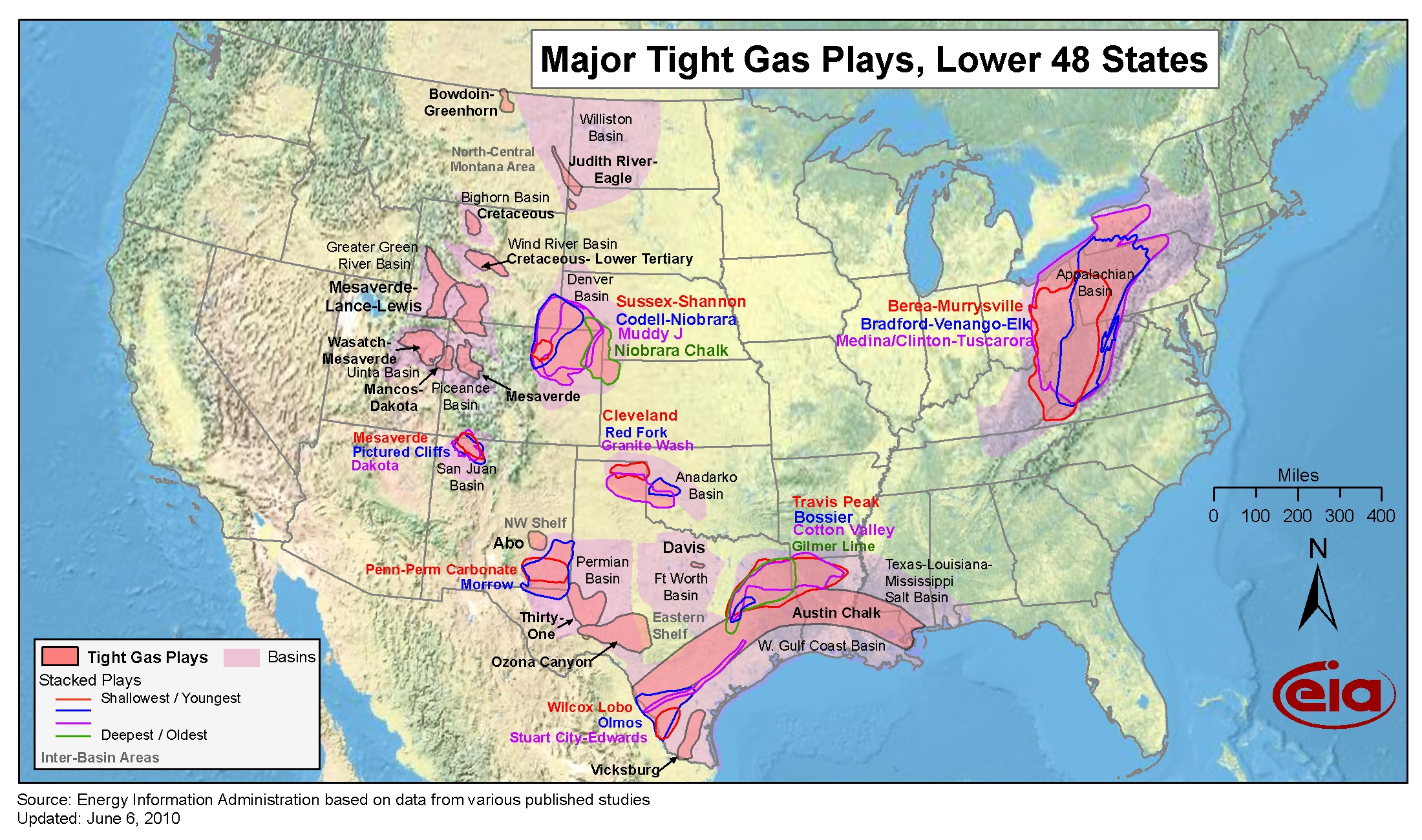
在美國本土採用大規模水力壓裂作業生產緻密氣的地點分佈。

在1960年代，美國地質學家逐漸發現有大量滲透性過低（通常小於0.1毫達西（參見達西）的含氣砂岩，無法從中做有經濟效益的開採。美國政府嘗試使用地下核爆炸來破裂岩石，再從其中採收天然氣，而在新墨西哥州的聖胡安盆地（賈斯布吉計畫 ，1967年）和西科羅拉多州的皮斯斯盆地（魯利森計畫 ，1969年和里奧布蘭科計畫，1973年）做了這種爆炸試驗，但結果令人失望，測試因此停止。石油工業轉向利用新的大規模水力壓裂技術來採收緻密氣。
大規模水力壓裂由泛美石油公司於1968年首次在斯蒂芬斯郡 (奧克拉荷馬州)採用，一次注入500,00磅的支撐劑。所謂大規模水力壓裂有幾種不同的定義，但一般是指一次注入150短噸(或大約300,000磅（136公噸）)以上的的含支撐劑壓裂液的作業。阿莫科公司在1973年把大規模水力壓裂引入科羅拉多州丹佛盆地的瓦騰柏格氣田，從低滲透性的砂岩中採收天然氣，在大規模水力壓裂工藝引入之前，這個氣田並無經濟效益。經注入132,000美制加侖（或更多）液體，以及200,000磅（或更多）砂質支撐劑之後，成功採收比以前更多的天然氣。阿莫科公司於1974年在瓦騰柏格氣田進行首次百萬磅支撐劑的壓裂作業。
在1970年代後期，由於在科羅拉多州瓦騰柏格氣田的大規模水力壓裂取得成功，這項技術繼而用於科羅拉多州西部皮斯斯盆地的米薩維德地層緻密砂岩中鑽探的氣井。
從1970年代開始，美國有數千口氣井採用大規模水力壓裂方式開採。其他利用類似方式在緻密砂岩開採油氣的還包括在東部的克林頓-麥地那砂岩區（俄亥俄州、賓州和紐約州）、聖胡安盆地（新墨西哥州和科羅拉多州）、格林河 (科罗拉多河支流)盆地（懷俄明州）以及和棉花谷砂岩區（Cotton Valley Sandstone，在德州和路易斯安那州）。

### 煤層氣井
首次於1980年代開始鑽探的煤層氣井，通常會採用水力壓裂法以增加井中氣體的流速。在一些煤層氣地區，如黑勇士盆地和拉頓盆地，通常會採用水利壓裂法開採，但在其他地區，如粉河盆地，則視當地地質情況而定。壓裂液注入量往往比緻密氣井或頁岩氣井小得多；美國國家環境保護局（EPA） 在2004年發表的研究報告說，煤層氣井的平均注入量為57,500美制加侖（約當218,000升；47,900英制加侖）。

### 定向鑽孔
定向鑽孔（也稱平行鑽井）結合多階段水力壓裂，率先在1980年代於德州奧斯汀白堊岩 油氣礦區採用。德州農工大學石油工程系主任Stephen Holdich評論說：「 事實上，在奧斯汀白堊岩礦區的作業是現代頁岩開發方式的典範。」這個礦區於1981年開始鑽取時先採用垂直井，但因1982年油價下跌，垂直井的做法因無法產生經濟利益而作罷。1983年，Maurer Engineering公司設計出一種設備，在當地礦區鑽探完成第一口中程的平行鑽井。這種鑽井方式因可增加產量而讓生產得以重新開始，鑽孔的長度隨著鑽井經驗的增加及鑽井技術的改進而增長。聯合太平洋資源公司（Union Pacific Resources，後為阿納達科石油公司收購）於1987年大舉進入奧斯汀白堊岩礦區運作，鑽探1,000多口平行井，採用多階段大規模滑溜水（slickwater）水力壓裂處理，在鑽井和壓裂方面取得重大改進。

### 頁岩

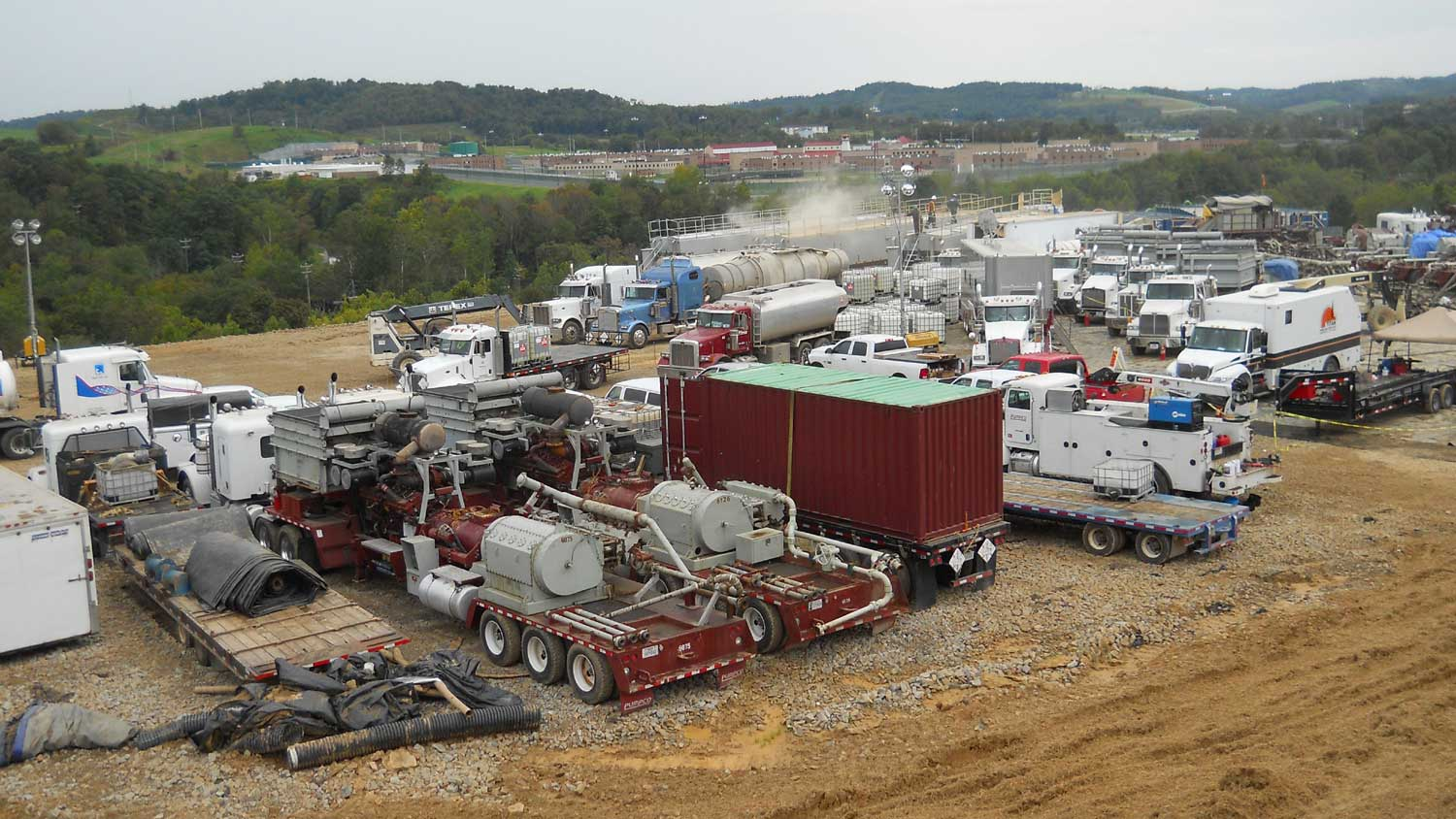
一處在瑪西勒斯地層區域的水力壓裂作業。

針對頁岩採用水力壓裂法至少在1965年就已發生，當時在肯塔基州東部和西維吉尼亞州南部的大珊蒂（Big Sandy）氣田的一些經營者開始對俄亥俄頁岩和克利夫蘭頁岩進行相對較小規模的水力壓裂。壓裂作業通常會增加產量，尤其是對原本產量較低的氣井而言。 
從1976年到1992年，美國政府啟動東部頁岩氣項目（Eastern Gas Shales Project），這個項目包括許多公私合營的水力壓裂示範項目。同一時期，非營利機構天然氣技術學院獲得聯邦能源監管委員會的研究核准以及贊助
1997年，在Mitchell Energy（現隸屬於德文能源公司）一位名為Nick Steinsberger的工程師採滑溜水壓裂技術（這項技術使用的水量和泵壓高於之前的壓裂技術），用於東德州北部的巴涅特頁岩以開採天然氣。 在1998年，一座名為S.H. Griffin No. 3的氣井在頭90天的產量超過公司以前的任何一口井。這種新技術讓巴涅特頁岩的天然氣開採具有廣泛的經濟效益，後來被應用於其他頁岩之上，包括鷹津頁岩和巴肯地層。George P. Mitchell因在頁岩中應用這種技術而被稱為“水力壓裂之父”。巴涅特頁岩的第一口平行井於1991年鑽探，但要等當地的垂直鑽井證明利用水力壓裂法具有經濟價值之後，平行井才受到廣泛採用。
從2005年到2010年間，美國的頁岩氣產業以每年45%的速率增長。在美國天然氣總產量中，頁岩氣從2005年的4%佔比， 增加到2012年的24%。
根據油田服務公司哈里伯頓的數據，截至2013年，美國已經完成超過110萬次水力壓裂作業（有些井進行過不只一次），近90%的陸上新油井及氣井均採用水力壓裂作業。

## 典型開採過程
要進行開採頁岩油或天然氣，通常會經過幾個階段，包括一些法律準備程序。首先，業者必須與土地擁有者洽談礦權的事項。:44
業者取得礦權的租賃後，還得申請鑽井許可。:44許可證由州政府頒發，每州的要求各不相同。取得鑽井許可後，業者清理出一塊4-5畝大的空地；還可能會建造道路、污水處理場和臨時儲氣設施。接下來就是鑽井並加上套管。過程有如建造水井，鑽孔機往地下垂直鑽孔，並以反向伸縮的方式將兩個或多個鋼套管安放在井中。套管可提供結構支撐以維持井體暢通，並防止流體和氣體流入周圍土壤。一旦套管就位，即泵入水泥，水泥流到套管外部，這樣可把套管固定在地層中，並防止氣體和液體洩漏或流到套管之外。 
下一步就是壓裂作業 - 摻了化學添加劑的水透過高壓泵入井中，而在岩石中產生裂縫，然後注入沙子等支撐劑以維持裂縫暢通。天然氣得以透過裂縫流人井中，然後流向地表。壓裂作業需要經過幾天的時間，利用壓裂以提高採收率，成功與否，取決於許多現場和操作的參數。
在這些作業後，氣井可維持幾年的生產，天然氣被採收到地面，經處理後再被運走。氣井會因修井而間斷生產，修井期間會進行清潔和維護工作，以便增加產量。當氣源耗盡後，整口井會被封住。周圍區域會根據國家標準和當初礦權協議予以恢復。

## 經濟效應
利用水力壓裂來開採緻密油和頁岩氣已把美國能源生產的地理分佈改變。在短短10年內，採用水力壓裂方式生產石油和天然氣的縣份數量增加超過一倍，當地交通、建築和製造業也出現外溢效應。美國製造業受惠於較低的能源價格，而具有競爭優勢。平均而言，在擁有頁岩礦藏縣份的天然氣價格比美國別地區下降30%以上。一些研究強調壓裂井會對附近房產價格產生負面面影響。在賓州，如果物業靠近水力壓裂氣井，並且未裝置有連結城市供水系統的管線時，房價就會下降，顯示對地下水污染的擔憂會反應在不動產的市場定價上。

### 石油和天然氣供應
美國國家石油委員會（NPC）估計，水力壓裂最終會佔到北美天然氣開發近70%。NPC在2009年估計，如果不使用水力壓裂，美國將在5年內損失45%的天然氣產量和17%的石油產量。

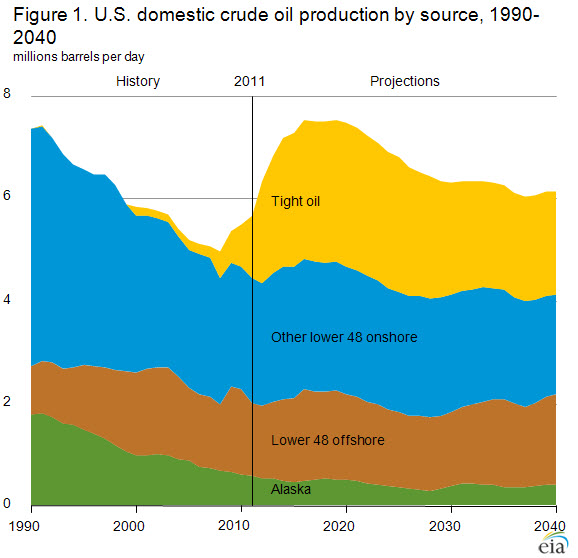
美國能源信息署（EIA）預測國內石油到2040年的生產組成。

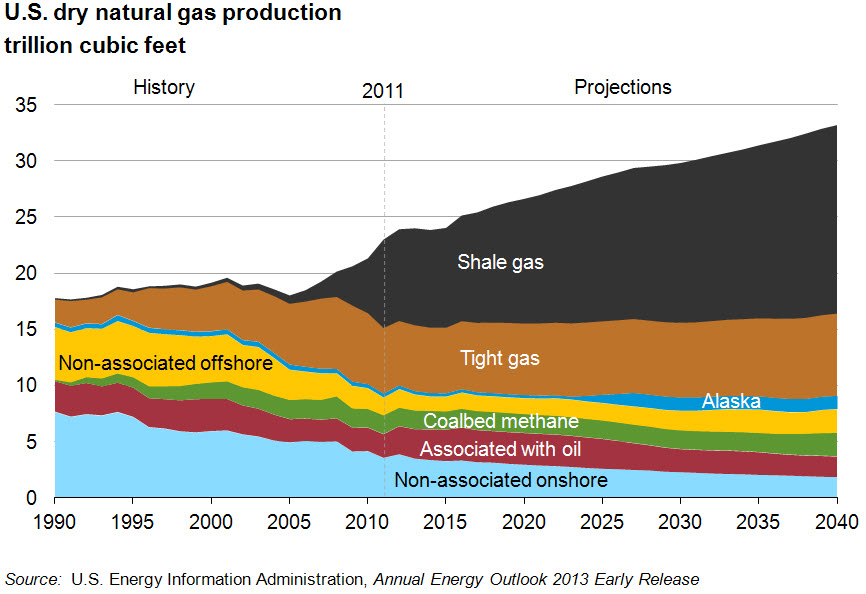
EIA預測美國國內天然氣到2040年的生產組成。

美國在2010年的天然氣產量中，有26%來自緻密砂岩儲層，23%來自頁岩，總計是49%。由於產量增加，進口需求因之減少：2012年，美國進口的天然氣比2007年減少32%。 EIA在2013年預計美國進口將繼續減少，而在2020年左右會成為天然氣淨出口國。
美國自2005年以來石油進口量下降的主因是水力壓裂讓國內石油產量增加（石油消費量下降也是個重要原因）。 在2011年，美國進口的石油佔需求的52%，低於2005年的65%。由於在巴肯地層、鷹津頁岩和其他緻密油儲藏區採用水力壓裂，讓美國原油產量在2013年9月上升至1989年以來的最高峰。
水力壓裂的支持者吹捧這種方式有可能讓美國成為世界上最大的石油生產國，一個能源領導者，美國在2012年11月已經超過俄羅斯，成為世界領先的天然氣生產國。支持者說，水力壓裂將讓美國取得能源獨立。迄2012年，美國是僅次於沙烏地阿拉伯和俄羅斯的世界第三大石油生產國，國際能源署估計，由於美國頁岩油生產增長，到2020年將會成為世界最大的石油生產國。美國在2011年的天然氣產量已超過俄羅斯，成為世界天然氣生產的領導國。EIA在2013年10月預測，美國已超過俄羅斯和沙烏地阿拉伯，成為石油和天然氣合併，是世界第一的烴（碳氫化合物）生產國。 
預計全球天然氣使用量與2010年的水準比較，將增加50%以上，並在2035年佔世界能源需求的25%以上。預期國外的需求和更高的價格促使非美國公司購買美國天然氣和石油公司的股票或是做直接投資，以挪威公司Equinor（前身為Statoil） 為例，他們就併購一家擁有水力壓裂專業知識以及在美國生產頁岩油的公司。
一些地質學家說，油氣井估計產能遭到誇大，並把一兩年後鑽井產能會下降的影響淡化。《紐約時報》在2011年6月報導，他們對業界電子郵件和內部文件的調查發現，由於業者故意誇大其油井的產能和儲量規模，實際開採非常規頁岩氣的盈利能力可能低於之前的預期。同一篇文章說，“業內很多人仍然充滿信心。”美國大亨T. 布恩·皮肯斯表示，他對於頁岩油公司不會擔心，他相信如果價格上漲，它們就會賺很多錢。皮肯斯還表示，技術進步（例如多階段水力壓裂），也讓生產成本降低。

### 汽油價格

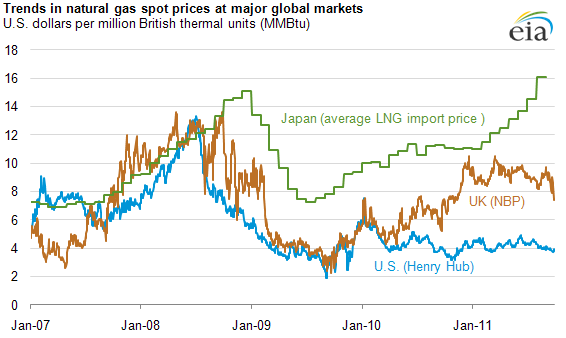
日本、英國和美國天然氣價格比較（2007年-2011年）。

根據世界銀行的數據，截至2012年11月，由於美國的平行鑽井和水力壓裂方式，導致天然氣產量增加，讓美國天然氣價格降為歐洲天然氣價格的29%，日本價格的5分之1。由於較低的天然氣價格，美國發電廠由燃燒煤炭改而燃燒天然氣，但也因此阻礙轉向使用排放更少的可再生能源。 面對供應過剩和隨之而來2012年進一步價格下跌，一些大型天然氣生產商宣布削減天然氣產量的計劃；但生產率已升至歷史最高水平，天然氣價格仍接近10年的低點。海外天然氣的高價為生產商提供出口天然氣的強大動力。

### 出口
總部位於美國的煉油廠通過獲得相對便宜的頁岩油和加拿大原油，而取得競爭優勢。美國出口更多的精煉石油產品，以及更多的液化石油氣。液化石油氣是種天然氣凝析油，由含油氣頁岩經水力壓裂釋放而來。液化石油氣中的丙烷在美國的成本約為每噸620美元，而截至2014年初，中國每噸的成本超過1,000美元。而日本因為核電站閒置，必須進口額外的液化石油氣來燃燒發電。 Trafigura Beheer BV是原油和精煉產品的世界第三大獨立貿易商，這家公司在2014年初表示，“美國頁岩油產量的增長已把油品分餾市場顛覆”。
2012年，美國進口天然氣數量為31,350億立方英尺（888億立方米），出口數量為16,190億立方英尺（458億立方米）。出口的部分有15,910億立方英尺（451億立方米）是透過管線輸往加拿大和墨西哥；180億立方英尺（5.1億立方米）是轉出口（低價買入，然後持有直到價格上漲後再輸出）；剩下的95億立方英尺（2.7億立方米）以液化天然氣（LNG，天然氣冷卻到約零下161攝氏度成為液體，體積縮小為原來的600分之1）的形式出口。.
美國有兩個LNG出口站：一個位於路易斯安那州的薩賓帕斯，由錢尼爾能源擁有，一個位於阿拉斯加州北庫克灣，由康菲公司擁有。打算出口LNG的公司必須通過1938年天然氣法案要求的兩道監管程序。首先必須取得DOE有關符合公眾利益的認證，之後即可得到自動核准，把LNG出口到與美國簽訂自由貿易協定的二十個國家。至於有公司要出口LNG到並未與美國簽署自由貿易協定的國家，則需透過聯邦公報填寫申請書，並徵求公眾意見；但任何不符合公眾利益的舉證責任須由反對者提報，因此如塞拉俱樂部等團體曾提出反對，但迄今尚未阻撓過任何出口申請。此外，設立液化石油氣站設施必須經由聯邦能源管理委員會 (FERC)作環境審查後方得核准。截至2013年，只有一個設施 - 位於路易斯安那州卡梅倫堂區的薩賓帕斯碼頭獲得DOE和FERC的批准，並且正在建設中。另外三個 - 路易斯安那州查爾斯湖的LNG站；馬里蘭州拉斯比的Dominion Cove Point LNG站；和德州弗里波特的LNG站 - 已獲得DOE批准，並等待FERC批准中。錢尼爾能源在2014年1月30日簽署向韓國石油公社供應350萬噸LNG的協議。
由三家公司（UGI Corporation、Inergy Midstream L.P.和 Capitol Energy Ventures（創業基金））組成的合作夥伴關係提議建造一條連接瑪西勒斯地層產區與在賓州和馬里蘭州消費區的新管道。這條管道還可供應到馬里蘭州的LNG站。
批評者指責把利用水力壓裂生產的LNG出口，會威脅到國家能源安全。
由於天然氣在整個生命週期有高強度的碳排放，根據國際能源機構的淨零排放技術路線，如果全世界確實執行《巴黎協定》的要求，LNG貿易將會迅速崩潰。

### 對就業的影響
水力壓裂的經濟影響包括就業機會的增加以及業務機會的擴展。EPA表示，就地方層級而言，尚不清楚水力壓裂作業對於社區的經濟產生如何，以及持續多久的影響。據推測，由於水力壓裂作業具有專業性，可能不會為當地社區提供就業機會。此外，由於作業相關交通運輸的增加或發生事故，當地社區的資源因此會受到耗用。根據研究者Benson (2016年) 的報告，提起美國商會21世紀能源研究所完成的研究稱，如果美國禁止水力壓裂作業，在2022年會有1,480萬個工作職位被裁減。如果發生禁令，將導致家庭生活成本增加4,000美元，煤氣和電力價格將上漲400%，全國家庭收入將減少8,730億美元，國內生產總值（GDP）將減少1.6兆美元。

### 土地擁有者
在大多數國家，礦產權屬於政府，但在美國，默認所有權即為簡單產權（也稱絕對產權），表示土地所有者也擁有其地下和上方空間的權利。但1916年的《公地放領畜牧法把不同的所有權分割，聯邦政府在西部各州的大部分地區均把礦產權保留住。權利所有者也可把權利分割。自從水力壓裂開採油氣的熱潮開始後，美國的房屋建築商和開發商，包括全美最大的房屋建築商D. R. Horton、Ryland Homes、PulteGroup和Beazer Homes USA，在頁岩油存在或可能存在的州取得數以萬計房屋的地下權利。在大多數州，法律並未要求它們就此披露，許多購房者並不知道他們並未擁有礦產權。根據地產權分割法，擁有地上權者得同意礦權所有者做合理使用。各州對地上權所有者的保護各不相同；在一些州，兩者需要達成協議，對使用地上權者的土地做補償，並在開採完成後把土地回復原狀。:45
由於地下是否有石油或天然氣並不確定，業者通常會簽署一份帶有簽約獎金和一定百分比的井口價值作為特許權使用費的租約。人們對能源公司與土地所有者簽署的租約條款和清晰度，以及業者在執行這些租約條款時使用的策略表示擔憂。
一處土地上的鑽井有可能從鄰近的土地取得石油或天然氣，尤其是平行鑽井更有機會達到這種目的。在美國的某些地區，捕獲規則賦予土地所有者對他們從井中獲取任何資源的權利。:21其他州有根據地下資源的幾何形狀和地上財產線，對特許權使用費做分享的規則。
石油和天然氣權利的租賃會讓土地貶值，並會讓土地上發生堆積有害物質的可能，與許多抵押協議條款（包括房利美和房地美）發生牴觸。因此一旦有這樣的租約，有些機構會拒絕接受這類土地作抵押設定。
保險集團Nationwide Insurance認為水污染等問題的風險讓財務風險過於龐大，因而提供的保險中並未涵蓋與水力壓裂相關的損害。但迄今為止，除對擁有或經營油氣井的公司之外，尚無針對其他公司的重大索賠發生。

## 對環境與健康的影響

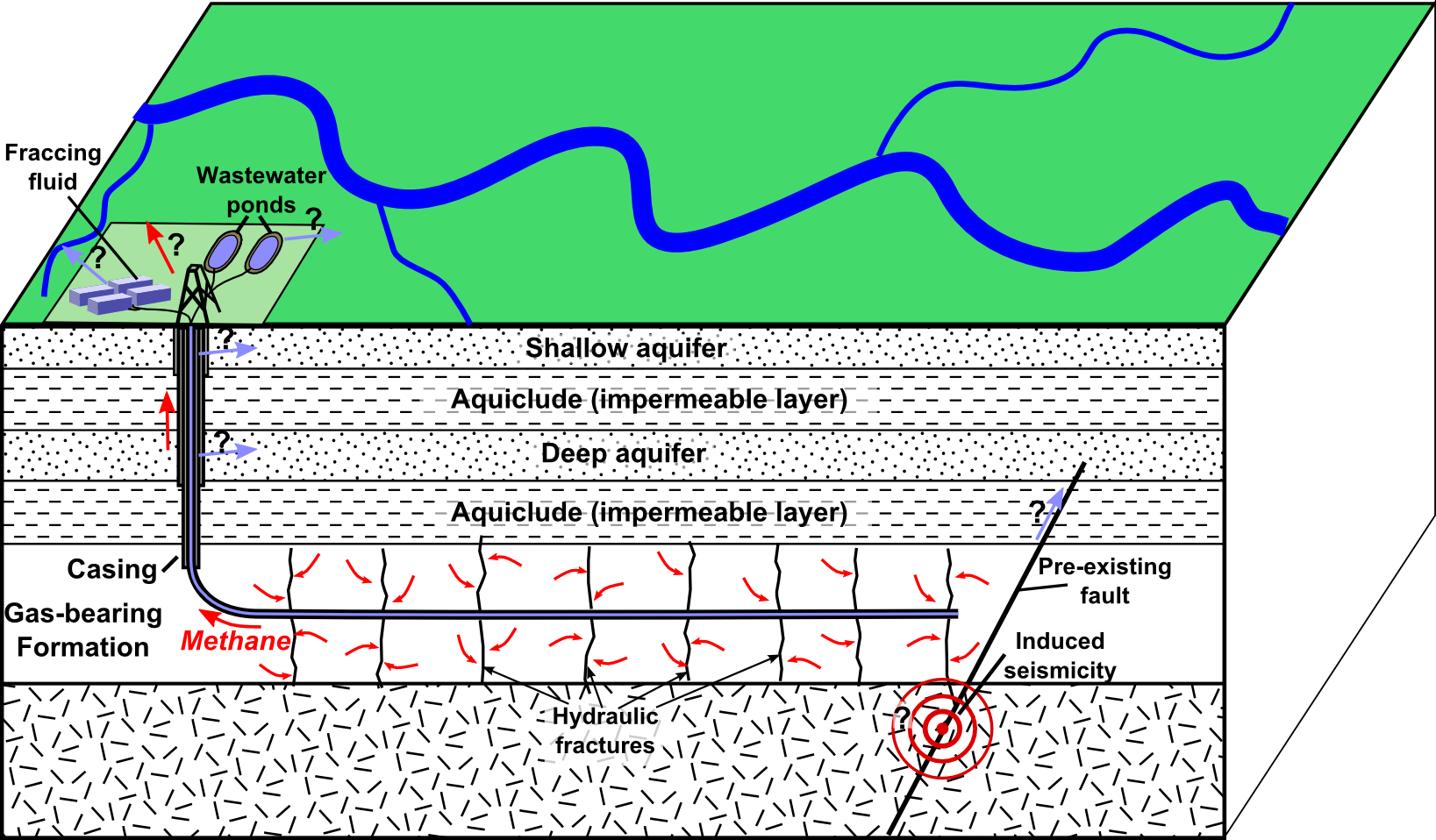
利用水力壓裂開採頁岩氣示意圖，及其可能產生的環境問題。

水力壓裂對環境的影響包括地下水污染、空氣污染、氣體和水力壓裂化學品滲漏到地表、廢棄物處理不當以及對健康的影響（例如癌症發病率增加）和相關的環境污染。
雖然天然氣鑽探公司不願透露壓裂液中所包含的物質，這類添加劑包括有煤油、苯、甲苯、二甲苯和甲醛。據預測，由於採用水力壓裂技術的氣井大量增加，人們暴露於這類添加劑的機會將會隨之增加。
美國非營利組織“地下水保護委員會（Ground Water Protection Council
） ”在2011年4月推出網址FracFocus.org，這是個水力壓裂液在線自願披露數據庫，由石油和天然氣貿易組織和美國能源部資助。雖然網上並未把業者專用的化學品資料披露而讓人們存有疑慮，但歐巴馬總統的能源和氣候顧問希瑟·齊可談及這個數據庫時說：“我們認為FracFocus已提供透明的資訊給美國的人民。”美國至少有5個州（包括科羅拉多州和德州）已強制要求披露液體內含物資料並用FracFocus作為披露工具。截至2013年3月，FracFocus的網頁中已有超過40,000條油氣井記錄可供搜索。
FracTracker Alliance也是一個非營利組織，提供與石油和天然氣相關的數據儲存、分析以及與水力壓裂相關的在線和定製地圖。其網站FracTracker.org還包括一個照片庫和資源目錄。

### EPA水力壓裂研究
美國國會在2010年要求EPA對水力壓裂進行一項嶄新及更廣泛的研究。研究報告於2015年發布。研究的目的是檢查水力壓裂對供水的影響，特別是對人類用水方面。全面檢查水力壓裂過程中的液體路徑移動範圍，包括壓裂用水、添加劑以及隨後各式液體的清除和處置。基礎研究問題包括：
- 從地下水源和地表水源大量取水後，會如何影響到飲用水資源？
- 把返排水和採出水（英语：produced water）排放後，會對飲用水資源產生哪些影響？
- 水力壓裂廢水處理不當，會對飲用水資源產生哪些影響？

由EPA遴選科學家組成的科學顧問委員會於2011年3月上旬審查這項研究計劃。2011年6月，EPA宣布5個回顧性案例研究的地點，檢查當時已存在的水力壓裂場地是否存在飲用水污染的證據。這5個地點是：
- 巴肯地層 - 北達科他州基爾迪爾郡和鄧恩縣
- 巴涅特頁岩 - 德州懷斯縣和登頓（在2014年11月4日當時，登頓禁止水力壓裂）
- 瑪西勒斯地層 - 賓州布拉德福德郡（英语：Bradford, Pennsylvania）和薩斯奎漢納倉庫（英语：Susquehanna Depot, Pennsylvania）
- 瑪西勒斯地層 - 賓州華盛頓郡
- 拉頓盆地（煤層氣）- 科羅拉多州拉斯阿尼馬斯縣

美國疾病控制與預防中心（CDC）非傳染性疾病、傷害和環境健康部副主任Robin Ikeda博士指出，以下地點並未包含在EPA關於水力壓裂對飲用水資源潛在影響的研究的最終版本中：賓州迪莫克、賓州勒羅伊、懷俄明州普威廉、俄亥俄州梅迪納及科羅拉多州加菲爾德縣。
完整的報告於2015年發布，可在EPA網站上查閱。這份報告的結論是，相對於眾多的水力壓裂作業，雖然很少發現水污染案例，但對未來潛在的污染可能仍有一些擔憂。報告本質上並不具有監管性，而是為讓地方政府、公眾和產業了解當前數據，以供未來做決策時採用。
由於時間限制，EPA科學顧問委員會人員大多數建議縮減對壓裂化學品的擬議毒性測試，也不測試添加到壓裂處理的示踪化學品。切薩皮克能源公司（Chesapeake Energy）同意該建議。 因此，雖然人們擔心費城和匹茲堡在水力壓裂現場下游的飲用水中碘-131（水力壓裂中使用的放射性示踪劑）水平升高，但研究計劃草案中並未要求對碘-131做檢測。其他已知用於水力壓裂的放射性示踪劑，但未列為要研究的包括金、氙、銣、銥、鈧和氪的同位素。

### 用水
每口要做水力壓裂的井需要用到120至350萬美制加侖（4,500至13,200立方米）的水，大型項目使用的多達500萬美制加侖（19,000立方米）。當同一口井需要重新壓裂時，就需使用額外的水。一口井在其生命週期內平均需要300到800萬美制加侖（11,000到30,000立方米）的水。
根據美國環境協會（一個由美國各州公民資助的環境倡議組織所組成的聯合會），有石油和天然氣產業與農民爭奪水資源的擔憂。可持續性倡議組織Template:西里斯發表報告，質疑德州和科羅拉多州水力壓裂的增長是否可持續，因為科羅拉多州92%的油氣井位於極度缺水的地區（這表示當地超過80%的可用水已經分配給農業、工業和市政用水之用），而德州51%的油氣井位於高度或極度缺水的地區。
在北美已發生水力壓裂用水對農業產生影響，而造成農業社區的水價上漲。在德州和新墨西哥州的巴涅特頁岩地區，因為從用於住宅和農業用途的含水層中抽水供水力壓裂使用，造成當地飲用水井乾涸的情況。
壓裂液注入後會產生兩種水：在壓裂液注入後立即返回的“回流”水，以及在油氣井使用壽命期間返回地面的“採出水”。這兩種副產品都含有天然氣和石油，以及重金屬、有機物質、鹽、天然放射性物質和其他化學物質。對於採出水的處理非常重要，因為其中含有“有害的有機和無機成分”。一些檢測到的有機化合物是多環芳香烴 (PAH)、脂肪族化合物和長鏈脂肪酸。與水力壓裂相關的化合物是乙氧基化表面活性劑和殺生物劑 。 
大部分副產品會回注到指定的井中做處理，由於這些物質數量不大，且遠離水力壓裂井，另有額外替代解決方案，以及把回流及採出水處理再用於水力壓裂之用，因此會產生危害的機會不大。然而，對這種副產品的微生物生態學尚未有充分的研究，而無法確定其未來對環境的影響。
由於各式液體混合物和鑽井周圍的地質構造不盡相同，因此處理的方式會因地而異。因此大多數污水處理廠 (WWTP) 除會面臨高揮發性化合物外，還需要處理高鹽度的廢水，因為脫鹽處理需用到大量的能源，而成為一個問題。阿肯色大學進行一看似有前途的研究，把電凝 (EC) 和正滲透 (FO) 組合用於處理採出水，可有效去除懸浮固體和有機污染物，而增加21%的回收水。

### 井噴和壓裂液洩漏
2010年6月3日，賓州克克利爾菲縣發生井噴事件，有超過35,000美制加侖的壓裂液排放到空中和森林地區中。休閒露營者受到疏散，水力壓裂EOG Resources公司和完井公司C.C. Forbes被勒令停止在賓州的所有業務，等侯調查結果。賓夕法尼亞州環境保護部稱此為“嚴重事件”。

### 注入液體和地震事件
將液體注入地下地質結構，例如斷層和裂縫之中，會降低這些結構上的有效正應力。如果累積足夠的剪應力，則結構會發生剪切滑動並產生某種程度的地震；德州北部發生的地震可能是由鑽取天然氣井所造成。德州克利本在2009年6月2日發生芮氏地震規模2.8級內的輕微震顫，這是該鎮140年歷史上的首次。
阿肯色州石油和天然氣委員會在2001年7月經過內部投票而決定關閉4口採出水的處理井，並把位於斷層區內福克納縣、范布倫和克利本縣的II級採出水處理井永久關閉，原因是這些地區發生過無數次地震。USGS正研究避免廢水處理井造成地震的方法。
俄克拉荷馬州在2014年發生過585次3.0級或以上的地震。而在1978年到2008年之間，該州平均每年只發生1.6次此種規模的地震。地震很可能與把廢水注入深地層有關聯，這些廢水有很大部分由水力壓裂作業而來。這類液體在地下流動，經常會改變斷層線的壓力。後來俄克拉荷馬公司委員會制定廢水注入的相關法規，用以限制誘發地震的可能。

### 抽取液體與地層下陷
經過抽取大量的石油或是地下水後，可能會發生沉降（地層下陷）的情事。開採石油，以及開採天然氣（較不常見）曾導致少數井區周遭地面發生沉降的事件。而明顯的地面沉降僅發生在油氣儲層位於地底淺層、儲量寬厚，且岩石結構鬆軟的地方。英國能源和氣候變化部在2014年指出該國並無與水力壓裂相關的地面沉降案例，並說由於頁岩不易壓縮，因此不太可能因開採油氣而發生地層下陷。

### 空氣與健康
許多顆粒物和化學物質會在水力壓裂過程中釋放進入大氣中，例如二氧化硫、一氧化二氮、揮發性有機物 (VOC)、苯、甲苯、柴油和硫化氫，這些都會對健康造成嚴重的影響。在2011年8月至2012年7月期間，對紐約州中部和賓州進行過名為土方：石油和天然氣責任項目 (Earthworks’：Oil & Gas Accountability Project，簡稱OGAP) 的研究，發現受頁岩開採作業影響的農村社區，其空氣和水中存在化學污染物，對當地兒童和成人造成甚高比率的健康負面影響。
一個通常被忽視的潛在風險是大量的散裝沙粒從儲存處直接排放進入大氣。或在壓裂作業中填充或排空沙子時，細小的二氧化矽塵埃直接排放進入大氣。這種塵埃有可能在風中傳播數公里，直接進入人口稠密地區。或者工作人員會穿著個人防護裝備，但工作區域中未著裝備的其他人可能會受影響。
康奈爾大學獸醫學院（Cornell University College of Veterinary Medicine）分子醫學教授羅伯特·奧斯瓦爾德（Robert Oswald）和獸醫學博士米歇爾·班貝格（Michelle Bamberger）於2012年所做的一項研究，在“新解決方案：環境與職業健康政策雜誌”上發表，說明水力壓裂導致牛、馬、山羊、大羊駝、雞、狗、貓、魚和其他野生動物以及人類生病以及死亡。這項研究涵蓋在科羅拉多州、路易斯安那州、紐約州、俄亥俄州、賓州和德州發生的案例。案例包括動物接觸壓裂液洩漏後而患病、發育遲緩和死亡的報告，接觸來源包含傾倒到溪流中以及由於工人切開廢水蓄水池（蒸發池）的襯裡，以便排水及容納更多的廢水。研究人員表示，因為產業的遊說工作而獲得立法保護，得以對壓裂液添加的專有化學物質保密，最終讓他們免於負擔污染的法律責任。班貝格博士表示，如果不知道化學品內容，就無法進行鑽井前測試，建立基線來證明鑽後所發現的化學品來自水力壓裂。研究者建議完全披露壓裂液中的化學品，涉及公共衛生事項時，不得運用保密條款，對在水力壓裂區飼養的動物，以及動物的產品（如乳類和起司等）在出售前做檢測，更密切地監測水、土壤和空氣，並在鑽探之前和之後定期對空氣、水、土壤和動物做檢測。
美國有線電視新聞網曾報導一則在俄亥俄州波蒂奇縣水力壓裂現場附近的自來水中有易燃物質的新聞。在2013年10月18日，俄亥俄州相關部門發現住戶克萊恩，他們家中的用水在2012年8月，於鑽井作業開始前就存在甲烷。報告進一步表示這種氣體由微生物產生，而非氣井產生的熱成因甲烷。相關部門所做的研究發現，在波蒂奇縣的納爾遜和溫德姆鎮的含水層中含有天然的甲烷。
在2014年對賓州華盛頓縣，有活躍天然氣鑽探活動地區附近使用地下水的家庭所做的研究發現，越接近水力壓裂作業區，發生上呼吸道感染和皮膚病的情況更為普遍。在距離鑽井1.2英里或以上的地方，發生呼吸道疾病的人佔比為18%，而在距離新井0.6英里範圍內，這一佔比則為39%。在相同距離內，有臨床顯著皮膚問題的佔比從3%增加到13%。
甲烷洩漏是與水力壓裂生產天然氣相關的一種危害。甲烷是種很重要的溫室氣體。在20年的期間內，它的效力是二氧化碳的72倍。 在2012年，甲烷占美國溫室氣體排放總量的9%，最大的排放來源是天然氣和石油產業，佔排放量的29%。目前天然氣鑽探公司開始採用稱為綠色完井的技術，盡量減少甲烷洩漏。
由於水力壓裂而增加天然氣的供應，其產生的間接影響才剛開始受到測量。在2016年對美國燃煤發電，而造成的空氣污染所做的研究發現，水力壓裂生產天然氣，燃燒天然氣發電產生的污染低於煤炭，等於水力壓裂可間接減少此類污染。自2009年以來，由於增加使用水力壓裂而導致天然氣價格下降，讓天然氣比煤炭更具競爭力。分析估計煤炭發電量因而減少28%，空氣污染因此平均減少4%，在健康方面有積極的益處。但這只是美國的情況，對較少使用煤炭發電的其他國家並不適用。

### 對人類健康的影響
關於水力壓裂對健康造成不利影響的證據越來越多，對人類、動物和環境的福祉構成威脅。這些污染物即使是低水準的接觸，也會導致多種短期和長期症狀。許多這類問題一開始是急性，但由於長期接觸而變成慢性疾病。例如，在空氣中的揮發性有機物和柴油顆粒物，其濃度會升高到超過EPA在致癌和非致癌健康風險的指導方針。
據非營利組織自然資源保護委員會稱，在壓裂現場附近的空氣中發現有苯、甲醛和柴油等致癌污染物。這些污染物與地下水污染有關，對附近飲用水產生威脅，並引起對接觸者的擔憂。美國國家職業安全衛生研究所（NIOSH）所做的研究發現，“水力壓裂還使用結晶二氧化矽，這是沙子，可維持裂縫開放。” 接觸沙子，並接觸水力壓裂產生的灰塵和其他空氣污染物，會導致呼吸系統發生問題。
壓裂法釋放到空氣中最常見的污染物是二氯甲烷，由於其對神經功能的嚴重影響，而被認為是最令人擔憂的污染物之一。影響的範圍可從急性和中度，到慢性和更嚴重。暴露於這種致命化學物質的人都會出現頭暈、頭痛、癲癇發作和意識喪失。長期影響則有記憶喪失、智力降低和心智發育遲緩等。 
準媽媽也受到警告。水力壓裂釋放到空氣中的多環芳香烴與潛在的生殖問題有關。科羅拉多州環境和職業健康部所做研究發現，“住在水力壓裂場地附近的母親生下先天性心臟缺陷嬰兒的可能性要高出30%。”自然資源保護委員會還稱，“這些污染物對幼兒發育中的心臟、大腦和神經系統有害。因為在發展的關鍵時刻，即使是短期接觸這些污染物也可能造成長期傷害。” 
雖然研究人員了解這些污染物對人類和環境造成的不利影響，但要充分了解水力壓裂對健康的直接影響並評估其長期對健康和環境的影響是種挑戰。這是因為石油和天然氣產業業受到法律保護，得不用披露他們使用化學品的成分。  “政策上也未要求在公司獲准進行鑽探之前需做全面的健康影響評估”

### 工作場所安全
美國職業安全與健康局（OSHA）與NIOSH確定從事一些水力壓裂作業的工人，由於暴露於空氣中的二氧化矽，會對健康構成危害，而於2012年6月就這項主題發布聯合危險警報。結晶二氧化矽是許多礦物，包括沙、土壤和花崗岩的基本成分，但最常見的形式是石英。吸入結晶二氧化矽會導致矽肺、肺癌、自體免疫性疾病、腎臟疾病，並且會增加罹患肺結核的風險。它也被歸類為已知的人類致癌物質。在NIOSH從5個州的11個地點收集到116份空氣樣本中，47%的二氧化矽含量高於OSHA的暴露上限，79%的二氧化矽含量高於NIOSH建議的暴露上限。 
NIOSH將這些發現通知業者代表，並提供控制接觸結晶二氧化矽的建議，敦請對所有水力壓裂現場做評估，並實施必要的控制。
除關於吸入結晶二氧化矽的危險警報外，OSHA還發布一份標題為為“吸入二氧化矽以外的水力壓裂和回流風險”的出版物，以進一步保護工人，並加強教育雇主，讓他們了解所涉及的各種其他危險，包括在運輸、架設鑽具和拆卸鑽具、混合和注入壓裂液、壓力泵送、管理回流以及接觸硫化氫和揮發性有機物期間可能產生的危害。

#### 運輸和架設/拆卸鑽具
與水力壓裂有關的各種運輸活動有發生嚴重傷亡事故的可能。鑽井場地通常很小且聚集許多工人、車輛和重型機械，而會增加受傷或死亡的機會。在2003年到2009年期間，與水力壓裂活動相關的車輛碰撞，造成206名工人死亡。可能有危險的活動包括往返工作現場時的車輛事故、大型機械（如混合或泵送設備）的運輸和移動，以及鑽機架設/拆卸過程。研究人員Muehlenbachs等人在賓州進行的一項研究，發現有水力壓裂活動與沒活動的城鎮相比，總事故和重型卡車事故會顯著增加，每增加一口井，事故率會增加2%，死亡風險增加0.6%。所謂Rig-Up和Rig-Down，指的是整個水力壓裂過程中所需設備的交付、架設、移除和拆解的用語。在架設/拆卸過程中，如果發生重型機械的撞擊或壓制，就有發生事故和造成死亡的可能。

#### 混合和注入壓裂液過程中的危害
工人在混合和注入壓裂液時，會接觸到危險化學品 - 如鹽酸和氫氟酸、殺生物劑、甲醇、乙二醇、關華豆膠、多醣和聚丙烯酰胺、過氧化鎂、過氧化鈣、氧化鎂、檸檬酸、乙酸、聚丙烯酸钠、亞磷酸、氯化膽鹼、氯化鈉、甲酸和十二烷基硫酸鈉。接觸這些化學品所產生的嚴重程度各不相同，但會包括化學灼傷、皮膚和眼睛刺激、過敏反應、致癌以及直接接觸或吸入化學品引起的毒性反應。 

#### 壓力泵送和回流作業過程中的風險
現代水力壓裂設備能在500至20,000+ psi（磅力每平方英寸）的壓力範圍內，每分鐘泵送800至4,200加侖的液體。一旦注入過程完成並且氣體開始流入井中，有10%到30%的壓裂液將以廢水的形式流回井中（經回收作處理）。這些回流水除含有壓裂液中的化學添加劑外，還含有具危險性的揮發性碳氫化合物，例如從壓裂岩石中帶出的硫化氫。工人須使用手持式儀器，透過井頂的開口檢查液體內容，而此時有可能會接觸到含有揮發性碳氫化合物的氣體和蒸汽。接觸這些化學物質和碳氫化合物會影響神經系統、心律，並有導致窒息或死亡的可能。 

#### 其他工作場所危害

##### 溢出
在水力壓裂現場和現場以外都有接觸到洩漏的機會。由於液體（回流水、壓裂液和採出水）洩漏，會讓附近的工作人員接觸到液體所含的化合物，無論有毒與否。2009年至2014年間，美國報告有超過21,000起洩漏事故，涉及的廢棄液體總計有1.75億美制加侖。 雖然使用設計適合的儲存設備可防止發生類如洩漏等事故，但極端氣候條件會讓鑽井易於發生洩漏，而讓工作人員暴露於添加劑、混合壓裂液、回流液和採出水以及其中的危險物質。

##### 爆炸
根據收集到的信息（2013年），石油和天然氣產業是美國所有私營產業中發生火災和爆炸次數最多者。對工作人員而言，最大危險之一是在管道維修過程中所發生的可燃氣體爆炸，而造成傷亡。當前很少有針對工人就此提供訓練的計畫。 

##### 放射性物質暴露
根據EPA，開採非常規油氣的過程，會讓天然放射性物質 (TENORM) 有濃度增加的機會。 用於鑽井、抽水和回收回流和採出水的過程，可將天然存在的放射性同位素濃縮。這些放射性物質會進一步集中在產生的廢物，甚至是產品中。這些物質會在管道內的結垢或從廢水中沉澱的污泥中聚集，而讓工作人員接觸到遠高於OSHA標準的輻射水準。OSHA所發佈的危險信息公告說，“在石油和天然氣生產場所和管道設施中存有（放射性）污染不無可能”。但針對TENORM，由於EPA已將石油和天然氣廢棄物由聯邦危險廢棄物法規資源保護和回收法案中豁免，所以目前並沒保護員工免受接觸輻射物的措施。

## 法律訴訟
天然氣產業目前發動兩種主要的訴訟來回應州和地方法規和禁令：挑戰聯邦優先權，認為聯邦法律不應凌駕州政府有關水力壓裂管制的措施，以及挑戰管制性徵收，認為美國憲法賦予業者權利，當水力壓裂禁令或限制讓業者的土地無法利用時將可獲得賠償。
2010年9月，在賓州發生西南能源公司（Southwestern Energy Company）因油氣井中有缺陷的水泥套管造成含水層的污染，而產生法律訴訟。另有其他相關訴訟案例發生。在這類水力壓裂相關污染的法律案件解決後，文件會被密封，研究人員或公眾無法取得有關的信息。雖然美國石油學會否認這種做法會把天然氣鑽探的問題隱藏，但其他人認為這種做法會對公共安全和健康造成不必要的風險。
2011年6月，東北天然能源公司（Northeast Natural Energy）因西維吉尼亞州摩根敦鎮禁止該公司在鎮邊界一英里範圍內的瑪西勒斯地層進行水力壓裂作業，而對該鎮提起訴訟。由於西維吉尼亞州沒制定專門針對水力壓裂的法規，摩根敦鎮為保護市政供水和城鎮居民而自行頒布禁令。

## 監管
自2005年起，與水力壓裂有關的擬議州級法規數量急劇增加。大多數專門針對天然氣鑽井的一面，例如廢水處理，但有些法規更為周全，把多個法規問題一併列入考慮。
水力壓裂的監管和實施是個複雜的過程，涉及許多群體、利益相關者和影響。 EPA有頒發鑽井和地下注入許可證的權利，並在聯邦層級制定廢棄物處理法規。然而，EPA權限的涵蓋存有爭議，如果其指導過於寬廣，石油和天然氣產業會考慮提起訴訟。各州必須遵守聯邦法律和EPA制定的法規。然而，各州有權監管其境內某些公司和行業的活動 - 州本身可制定安全計劃和標準、管理和廢棄物處置法規以及要求業者公告和披露的規定。土地使用條例、生產標準和安全法規由地方政府制定，但其權限範圍（包括監管天然氣鑽探的權力）則根據州法律而定。 賓州頒佈的第13號法案是個州法律可凌駕地方規範水力壓裂的案例。在包括俄亥俄州和新墨西哥州在內的州，監管權力受到商業秘密條款，及有其他豁免的情況，而讓業者不必披露其壓裂液中包含的確切化學成分。其他監管上的挑戰包括受廢棄或無證的油氣井和水力壓裂場地、EPA和州政策中的監管漏洞，以及執行監管時會遇到無可避免的限制。

### 聯邦與州監管之爭
自2012年以來，人們一直在討論水力壓裂是否應由州或聯邦的層級進行監管。支持由州控制能源（例如石油、天然氣、風能和太陽能）的倡導者認為這樣做，每個州可制定符合其自身特定地質、生態和公民關切的法規和審查流程。 批評者說，這將造成不連貫的拼湊式法規。反對者還指出，能源發展的組成部分和後果（例如排放、商業、廢水、地震和輻射）會跨越州界。地方和州政府也缺乏資源來啟動和應對與水力壓裂有關的公司法律行動。
那些支持訂立聯邦法規的人認為，這樣做將根據國家環境和公共衛生標準（例如與水和空氣污染相關的標準 - 披露水力壓裂中使用的化學品、保護飲用水源和空氣污染物控制）的需要提供一個更一致和統一的標準。自1977年以來，已有一種稱為“合作聯邦制”的折衷方案被提出，就像針對煤炭產業的方法。這種做法是聯邦政府設定基線標準，而非詳細規範，並讓各州能用靈活的手段滿足符合標準的要求。聯邦政府會被要求取消對水力壓裂的一些豁免 （例如2005年能源政策法案，此法案把石油和天然氣生產商從安全飲用水法案的某些要求中豁免），並為水力壓裂制定一套全面的法規。 
EPA和美國石油學會各自提供贈款給「國家油氣環境法規審查 (STRONGER) 」，以促進各州能更好監督油氣的環境問題。這個組織曾應一州的邀請，審查其石油和天然氣環境法規，特別是水力壓裂法規，並提出改進建議。截至2022年，STRONGER已在24個州對水力壓裂法規進行初步審查，涵蓋美國各州90%以上的陸上石油和天然氣生產。
由於不同的原因，各州訂立有關環境問題的法規，其標準會低於聯邦的法規。首先，各州僅對州內土地擁有立法權，因此受監管影響的區域比聯邦區域小很多。與此相關的是，EPA對州際或是州界資源（例如河流）擁有權力，因此有更廣泛的監管權力。其次是，州級的環境問題通常與能源管理部門的能源和經濟問題有關，而往往讓環境影響附屬於經濟考慮，而EPA的任務僅涉及環境問題，置身於經濟或能源之外，不受能源管理部門的影響。 因此州法規通常被認為比聯邦法規力度要弱。第三，州級政策更易受到政治多數變動和遊說的影響，而聯邦機構理論上更獨立於美國國會而運作，因此在政策制定上具有更大的連續性。 
學術文獻經常強調天然氣倡導者和環保主義者之間有不同的政治議程。環保主義者和預防原則支持者倡導聯邦和強有力的州際監管，以及給予地方社區民主賦權。因此，當“天然氣政策”沒聯邦組織涉入時，他們支持召集州級和聯邦組織（例如德拉瓦河流域委員會共同參與。但天然氣生產者傾向於州級和較弱的州際法規，以及讓地方社區及機構不具土地使用分區的監管權力。他們只支持州際組織中，通常會承諾支持較弱法規的組織，而不包括會倡導監管權力如州際石油和天然氣契約委員會的組織。
支持由州監管者認為各州本身擁有對其獨特景觀的地方和歷史知識，比任何標準化的聯邦規定都能更好地制定有效的政策。國會和產業領袖對水力壓裂的監管豁免具有重大影響力，也仍將會是制定監管規定的主導者。

### 聯邦機構
水力壓裂對環境具有已知的影響，對環境和人類健康有尚不清楚的直接或間接影響，這都屬於EPA的監管領域。雖然水力壓裂業者把廢水注入地下受到豁免，但如果水力壓裂業者用到柴油作添加劑時，就需EPA核發鑽井許可。 這種做法引起人們對鑽井許可核發控制效率的擔憂。此外，EPA與各州合作，提供水力壓裂廢水的安全處置，與其他政府部門和公司建立合作夥伴關係，以減少水力壓裂產生的空氣排放（特別是甲烷），並努力確保遵守水力壓裂過程中所有利益相關者的監管標準和透明度。
1997年8月7日，美國聯邦第十一巡迴上訴法院命令EPA根據法律環境援助基金會（Legal Environmental Assistance Foundation）提起的訴訟，重新評估其對水力壓裂的立場。在上述法院命令之前，EPA認為水力壓裂不屬於《安全飲用水法案》的規定範圍內。雖然這一命令的影響僅限於阿拉巴馬州，但它迫使EPA評估其根據《安全飲用水法案》對水力壓裂的監督責任。2004年，EPA發布一項報告，其結論是水力壓裂對飲用水的威脅“很小”。在《2005年能源政策法案》中，國會賦予壓裂液受到《安全飲用水法案》規範的豁免。但法案並未對壓裂液中使用到柴油給予豁免。一些美國眾議院議員請求EPA對“柴油”進行廣義解釋，以增加該機構對水力壓裂的監管權力。他們認為目前的限制並非用於阻止僅佔一小部分的柴油，而是種安全措施，以降低地下水受到柴油化合物中所包含有毒苯-甲苯-二甲苯混合物意外污染的可能。美國國會受到催促，意圖把豁免排除。 在2009年6月曾有將豁免取消的法案提出，但迄今尚未通過。（參見水力壓裂化學品責任及體認法案（FRAC））
2012年11月，CDC考慮研究水力壓裂與飲用水污染之間的聯繫。共和黨眾議院能源領導人建議美國衛生及公共服務部 (HHS) 部長凱瑟琳·西貝利厄斯保持謹慎。他們認為，如果這項研究做得不恰當，會阻礙就業增長。他們擔心這項研究可能會將地下水中天然存在的物質標記為污染物，CDC會因而為公眾健康利益而限制水力壓裂，而CDC考慮是否就這些關聯做研究，會把「美國衛生及公共服務部（HHS）具有的科學客觀性顛覆」。
EPA署長麗莎·傑克遜（Lisa Jackson）說，如果鑽井業者危及供水而州和地方當局不採取行動，該署將運用其權力以保護居民。
2015年3月，國會中的民主黨議員重新引入一系列稱為“Frack Pack”的法規。這些規定是針對國內石油工業而實施。法規根據《安全飲用水法案》規範水力壓裂，並要求向公眾披露水力壓裂液中含有的化學物質。在開發之前和期間對水源進行污染測試。新法規設定在井場周圍儲存使用過化學品的安全標準，以及必須向美國內政部土地管理局（BLM）提交有關油氣井所在的地質資料。 “Frack Pack”受到批評，特別是來自西部能源聯盟石油工業協會，協會認為這批法規僅為把已有的國家法規重複表述。
2016年1月22日，歐巴馬政府宣布新規定，由BLM監管聯邦土地上石油和天然氣排放，以減少對全球變暖和氣候變化的影響。此規定被稱為“BLM水力壓裂規則”，並將於3月31日生效，擴展到把聯邦、印第安保留地和公共土地包含在內。這項規定將適用於超過7.5億個聯邦和印第安保留地，並規範化學品資訊披露、油井完整性和回流水管理。規定將要求公司確定水力壓裂中使用的化學品及其用途。此要求僅適用於水力壓裂之後生成的化學品，而非使用前的化學品，以保護公司的化學品配方秘密。但如果事先不知道這些化學物質，政府就無法通過測試水的基線讀數來了解壓裂過程是否把水源污染。井的完整性對於確保石油、天然氣和其他壓裂化學品不會滲入直接飲用水源極為重要。規定將要求業者提交水泥密封日誌，以確保飲用水與將要使用的壓裂液隔離。最後，BLM水力壓裂規則要求業者提供估計的廢水總量以及處置計劃。這份規定遭到批評，因為它沒有要求公司提高鑽井前所用化學品的透明度。
EPA在2017年3月2日宣布把對石油和天然氣業者提供設備和排放信息的要求撤回，直到收集到足夠數據表明其有必要。美國內政部在2017年12月29日把BLM水力壓裂規則廢除。

#### 水力壓裂化學品責任及體認法案
國會受敦促通過支持2009年6月推出的FRAC法案，以將2005年能源政策法案下的監管豁免排除，但迄今均未通過。石油和天然氣產業提供龐大的經費，支持反對歷來的類似法案。 

#### 聯邦土地
2012年5月，美國內政部針對聯邦土地上的油氣井發布更新的水力壓裂法規。但古根海姆合夥公司在華盛頓的研究小組發現，在過去10年鑽探的頁岩油氣井中，只有約5%位於聯邦的土地上。

#### 自願披露添加劑
2011年4月，美國非營利組織“地下水保護委員會（Ground Water Protection Council） ”推出網址FracFocus.org（FracFocus （页面存档备份，存于）），這是個水力壓裂液在線自願披露數據庫，由石油和天然氣貿易組織和美國能源部資助。業者仍不需要提供有關他們認為專有的水力壓裂技術和液體的信息。數據庫並未把所有的物質包括在內；目前仍未有完整的添加物清單提供給土地所有者、鄰居、地方官員或醫療衛生提供者，更不用說是一般公眾。用於壓裂液中的化學品包括煤油、苯、甲苯、二甲苯和甲醛。 

### 州政府與地方政府
關於水力壓裂的爭議導致立法和法庭案件出現，涉及州政府與地方政府爭執孰方有監管或禁止石油和天然氣鑽探的權利。一些州（如賓州、俄亥俄州和紐約州）做出立法，限制市政當局通過使用分區方式來保護公民免受水力壓裂污染的權力。
地方的法規可成為制定鑽井條例、安全標準和生產法規，以及執行特定標準的主導力量。然而，在許多情況下，州法律可干預以及凌駕地方法律。德州的鐵路委員會有權監管某些行業及其安全標準和生產法規的細節。在這種情況下，是州政府確定分區使用、許可、生產、交付和安全標準。
在紐約州，當地的土地使用法由州政府規定，而賓州的石油和天然氣法案取代所有目的為規範氣井運營的地方法令。” 此外，洛杉磯在2013年通過暫停水力壓裂，是有此做法城市中最大者。

### 反對水力壓裂

#### 紐約州
2010年11月，紐約州議會以93票對43票通過暫停（或凍結）水力壓裂，以便該州有更多時間處理安全和環境問題。
州長馬里奧·庫默在2012年9月決定，等完成對水力壓裂在公共健康影響的審查後，才允許在州內進行大容量水力壓裂。州立法者、醫學協會和健康專家敦促紐約州環境保護部專員約瑟夫·馬滕斯 (Joseph Martens) 要求在任何法令制定，以及水力壓裂作業被核准進行前，需安排醫學專家對水力壓裂在健康方面的影響進行獨立審查。馬滕斯拒絕委託外部研究，而指派衛生專員Nirav Shah博士仔細評估對健康影響的分析，並表示Shah可諮詢合格的外部專家進行審查。一份在2013年對瑪西勒斯地層做水力壓裂和紐約市供水的評論指出，“雖然開採瑪西勒斯天然氣對轉移到清潔能源經濟有巨大的益處，但目前紐約州的監管框架並不足以防止對當地環境和紐約市供水產生不可逆轉的威脅。需要對州和聯邦監管執法作重大投資，以避免這些環境後果，即使紐約州其他地方最終允許進行更嚴格監管的天然氣生產，而禁止在紐約市供水流域內進行鑽探是項適當的決定。馬里奧·庫默在2014年12月17日以健康風險為由宣佈在全州境內禁止水力壓裂鑽探，成為美國第一個發佈禁令的州。

##### 城市層級
紐約州中部的一些城鎮和城市已採取行動來規範水力壓裂鑽井及其隨之而來的影響，或是禁止在城市範圍內進行，或是保留在未來禁止的權利，或是禁止城市污水處理廠處理壓裂場地而來的污水。
紐約市。紐約市流域包括大面積的瑪西勒斯頁岩地層。紐約市環境保護部的立場：“雖然本部門注意到這些頁岩帶來的經濟機會，但水力壓裂對900萬紐約人的未經過濾的供水構成不能承受的威脅，因此無法允許這種作業在紐約市流域發生。 “
尼亞加拉瀑布城 。市議會批准一項法令，禁止在當地開採天然氣，以及“儲存、轉移、處理或處置天然氣勘探和生產的廢棄物”。當地的民選官員表示，他們不希望曾親身經歷過愛河有毒廢棄物危機的公民再度成為水力壓裂的試驗品。市議會議員Glenn Choolokian說：“我們不會讓外地公司、公司和個人的數百萬美元獎勵的誘惑，而將我們的孩子和家庭的健康和生命置於水力壓裂本身及其帶來的毒性污水的風險之下。我不會參與為本市再帶來另一次愛河事件。議會主席Sam Fruscione表示，他反對為企業的貪婪而出賣子孫後代。 服務於非政府組織食品和飲水觀察的麗塔·耶爾達 (Rita Yelda) 指出，污染物不僅會影響尼亞加拉瀑布城的市民，還會影響到下游社區的居民。

#### 馬里蘭州
2012年，州長馬丁·奧馬利暫停在馬里蘭州西部鑽探的申請，而需等待一項為期三年的水力壓裂環境影響研究的完成，而成為事實上的暫停。州眾議會代表Heather Mizeur計劃提出一項正式禁止水力壓裂的法案，直到州政府官員確定是否可在不損害飲用水或環境的情況下進行。天然氣產業表示除非能最終得到鑽探天然氣的保證，否則拒絕資助這項為期三年的研究或任何研究。產業反對由Mizeur所提議的一項法案 - 利用鑽井租賃的租金資助一項相關的研究。.馬里蘭州在2017年3月禁止水力壓裂法，成為全國第一個有已探明天然氣儲量而禁止利用水力壓裂開採的州。禁令在2017年4月由州長拉里·霍甘簽署。

#### 佛蒙特州
根據佛蒙特州第152號法案，只要不能證明它對環境或公眾健康沒有影響，就不得在非常規石油和天然氣的開採和勘探中使用水力壓裂。
佛蒙特州眾議會在2012年2月通過暫停水力壓裂的決議，雖然當時該州沒有可供壓裂的石油或天然氣儲量。2012年5月4日星期五，佛蒙特州立法機構以103對36票通過禁止在該州從事任何水力壓裂活動。 2012年5月17日，州長彼得·舒姆林（民主黨）簽署一項法律，讓佛蒙特州成為第一個依預防原則而禁止使用水力壓裂的州。法案要求修訂本州的法規，禁止注入油井經營者接受來自該州以外的石油和天然氣鑽井污水。

### 支持水力壓裂

#### 阿拉斯加州
在阿拉斯加州南海岸的北坡和基奈半島已有水力壓裂活動。由於對阿拉斯加脆弱環境可能會產生危害，目前有規範此類活動規定的聽證會在進行中。

#### 加利福尼亞州
加州的原油產量位居美國第5。美國廣播公司 (ABC) 於2019年12月6日指出有關加州的水力壓裂許可和對化石燃料開採的看法，“該州正在逐步減少石油產量，而美國政府正促使其增產。州政府官員密切關注能源開採會造成土地、空氣和水的污染，對環境和健康構成威脅，而美國政府的立場似乎是現有的聯邦法規已經足夠保護其脆弱的景觀和公眾健康。”
該州已經出台許多法案來限制州內或特定縣的水力壓裂作業。州參議員法蘭·帕芙莉在2020年提出一項法案，要求鑽井業者在進行水力壓裂之前就得通知當地土地業主和水務部門，並要求在作業前後進行地下水檢測，以確定是否發生污染。 帕芙莉說，這種監測和報告方法有助於解除公民的擔憂。2012年5月，加州參議會以18票對17票的兩黨投票否決這項法案。帕芙莉在2013年曾提出一項類似的法案，表示她希望此種法案能夠全面規範和監督水力壓裂，並為公眾創造透明度。2013年9月，加州立法機構通過參議會4號法案以規範水力壓裂。法案由州長傑里·布朗簽署，規定披露使用的化學品、對附近水井進行壓裂前測試以及對環境和安全問題進行研究。法規於2015年1月1日生效，要求“石油公司進行水力壓裂，和透過酸化，使用氫氟酸和其他化學品溶解頁岩之前，必須取得許可後才能進行”。
這項2013年的法案似乎是環保主義者朝著正確方向邁出的一步，但也有人批評法案過於寬鬆。非營利性會員制組織生物多樣性中心的Kassie Siegel說：“這項州參議會第4號法案（Senate Bill 4）在立法會議的最後幾個小時受到修改，而讓該法案不足以保護加州民免於水力壓裂之害，反而成為一項保護石油公司的法案。一些環保主義者誓言在水力壓裂受到完全禁止之前不會稍歇。石油行業代表則批評此法案過於嚴格。
禁止壓裂的城市
有幾個加州的城市努力禁止或嚴格限制水力壓裂。最積極反對水力壓裂的兩個城市是洛杉磯和比佛利山。洛杉磯努力讓水力壓裂活動暫停，而比佛利山已完全將之禁止。
比佛利山位於比佛利山油田上方，在2014年成為加州第一個有效禁止水力壓裂的市鎮。禁令於當年6月6日生效。在比佛利山之外，洛杉磯縣周邊地區仍有水力壓裂活動進行中。
暫停令
有項2014年的法院命令要求BLM官員準備在加州“對水力壓裂的潛在影響進行更徹底的分析”。BLM同意在分析完成之前暫停該地區任何新的石油和天然氣土地租賃活動。BLM在2019年發佈的最終報告說“沒發現水力壓裂的不利影響是無法緩解的”，這結論遭到一些州官員和團體的質疑，他們認為分析存在缺陷。
加州州長加文·紐森在2018年競選期間承諾加強州政府對水力壓裂和石油開採的監督。2019年7月，紐森在得知他自1月上任以來，加州核發的水力壓裂許可增加35%而激怒環保組織後，把加州石油和天然氣監管機構最高主管解僱。到2019年11月，加州有263個待核准的水力壓裂許可，但該州自7月開始即沒有一個得到核准。 
2019年11月19日，紐森透過該州石油、天然氣和地熱資源部停止批准數百個水力壓裂許可，等待勞倫斯利佛摩國家實驗室的獨立審查，
（審查過程由加州財政部負責稽核）紐森還暫時禁止新井使用與最近在中央谷地發生的大型雪佛龍洩漏有關的鑽井方法。遭到停止的新方法包括使用高壓蒸汽從地下提取石油，此法與水力壓裂並不相同。
暫停開採令遭川普政府終止
唐納·川普擔任總統期間，BLM於2019年4月提出允許加州新土地租賃以供水力壓裂作業的計畫，2019年10月上旬，川普政府宣布將結束加州的“五年暫停租賃”，BLM將在加州中部開闢土地用於水力壓裂。 BLM還宣布已批准該地區的資源管理計劃，這表示將核發蒙特雷縣和聖貝尼託縣的14個先前租約，這些租約因兩個保護組織的訴訟而遭到暫停。 2019年12月，川普政府正式在加州開放100萬英畝土地用於水力壓裂和鑽探。根據新政策，BLM提議在“加州中央谷地和中央海岸，涉及8個縣和[包括]400,000英畝公有土地”沿線開始新的石油和天然氣開採相關土地租賃。加州官員和機構，包括加州總檢察長哈維·貝西拉，於2020年1月對BLM提起訴訟，“理由是這個項目對環境和公共健康的影響沒有得到充分考慮。”訴訟內容還提出BLM的計劃增加污染和地震的風險。環保團體在當月也對BLM提起訴訟。

#### 科羅拉多州
科羅拉多州有五種地方政府可監管水力壓裂：自治縣、法定縣、自治市、法定市和特區。有些地方的權力比其他地方為小，但所有人都協同工作以規範石油和天然氣勘探。
科羅拉多州人於2018年11月6日對第112號提案進行投票。這項投票結果要求新的石油和天然氣鑽探開發與有人居住建築物和脆弱區域的距離至少為2,500英尺。所謂脆弱區域包括遊樂場、永久性運動場、圓形劇場、公園、公共開放空間、公共和社區飲用水源、灌溉渠道、水庫、湖泊、河流、常年或間歇性溪流和小溪，以及由州或地方政府指定的脆弱區域。112號提案的要求不適用位於聯邦土地上的開發，而與2018年的規定不同，後者規定油氣井必須距離多人使用的建築（如學校和醫院）1,000英尺，距離有人居住建築500英尺，距離戶外活動區域（如遊樂場）350英尺。此外，112號提案賦予地方政府定義脆弱區域的權力，而現行法規不准地方政府禁止在其城市範圍內開發新的油氣田。.提案支持者表示，石油和天然氣產業歷來忽視對社區和環境的風險，同時水力壓裂法中使用的許多化學品尚未經充分研究，有緩衝區將有助於保護該州的居民和自然資源。而反對者認為，這些法規造成的經濟影響將對科羅拉多州的經濟造成毀滅性打擊，導致數千人失去工作以及喪失石油和天然氣公司的投資。
科羅拉多石油和天然氣保護委員會 (COGCC) 於2018年7月發布的一份報告稱，只有15%的非聯邦土地可用於石油鑽探，比現行標準減少85%。而科羅拉多礦業學院的彼得·馬尼洛夫 (Peter Maniloff) 發表的報告則提出不同的觀點。馬尼洛夫對COGCC報告，在可供鑽探的地下數量深入檢視。雖然112號提案限制可用於鑽井的表面積，但它不禁止業者進入位於2,500英尺緩衝區內土地下方的可鑽探儲量，即表示業者可在特定地面井朝任一方向，在一英里範圍內做平行鑽探，馬尼洛夫發現42%的非聯邦地下資源仍可供業者開採。與COGCC報告相比，在非聯邦土地可鑽探的儲量就增加3倍。
科羅拉多州第112號提案的目標是將所有新的石油和天然氣開發與家庭、學校和其他被認為脆弱的區域的最小距離擴大到至少2,500英尺。如果提議獲得通過，科羅拉多州的經濟就會遭到破壞。估計在第一年將損失2.01至2.58億美元的稅收。到2030年，估計將損失超過10億美元。僅第一年就會失去43,000個工作職位。 這種2,500英尺的限制會讓該州85%的非聯邦土地無法用於油氣的開發，最終會終結該州所有的石油和天然氣生產。

##### 科羅拉多州水力壓裂歷史
雖然水力壓裂對於科羅拉多州公眾來說相對較新，但該州在1973年即有在丹佛盆地的瓦騰柏格氣田做過首次大規模水力壓裂作業，之後此類作業並未停止。美國最高法院在1992年維持兩項具有里程碑意義的裁決，分別在拉普拉塔縣和沃斯縣。對拉普拉塔縣的裁決維持一項法令，即石油和天然氣公司在開始鑽探之前必須獲得縣長或規劃人員的特別許可。沃斯縣的裁決維持格里利對水力壓裂的禁令，因為當地是個自治市，當時石油和天然氣產業曾對此禁令提出挑戰。該州下一個關於水力壓裂的重大裁決發生在2012年，當時朗蒙特通過第300號投票議案，禁止水力壓裂和其他使用碳氫化合物來開採油氣的作業。截至2014年1月，科羅拉多石油和天然氣協會就投票議案對朗蒙特提起訴訟，該案尚未進行辯論。2013年，在該州前沿山脈發生的洪水，導致14起漏油事件，總計有48,000加侖的石油洩漏到山脈中。
2013年11月，科羅拉多州三個城市（波德、柯林斯堡和拉夫蘭）的選民通過投票議案，以實施或延長暫停水力壓裂。與此同時，在布隆菲的反水力壓裂倡議以些微差距遭到挫敗。 
2017年1月26日，法案CO HB1124（地方政府責任石油和天然氣暫停開採禁令）送進科羅拉多州眾議會 ，內容為無論所有者的利益如何，法案都禁止對石油和天然氣進行水力壓裂。此外，地方政府可暫停石油和天然氣活動，但要補償運營商因暫停而遭受的損失。這項法案於2017年2月22日被否決。

##### 在加菲爾德縣的水力壓裂

###### 空氣樣本研究
科羅拉多州立大學的研究人員在該州加菲爾德縣進行一項為期三年的研究，結果於2016年6月發表。他們每週在130口頁岩氣井一英里內採集空氣樣本。在樣本中有61種經空氣傳播的化學物質。二氯甲烷是最令人擔憂和最普遍的污染物之一（佔所有空氣樣本的73%）。EPA將二氯甲烷歸類為潛在致癌物質，會產生多種有害健康的影響。

###### 健康影響評估
在前述空氣樣本研究之前，科羅拉多公共衛生學院環境和職業健康系的一組研究人員於2010年在加菲爾德縣進行過健康影響評估，以“幫助當地解決社區對未來土地使用決策的擔憂”。這個團隊發現水力壓裂不僅對空氣品質，也會對水和土壤品質、交通和噪音/振動以及光線產生各種影響。研究者對他們收集的數據進行分析，以及它們對社區健康產生的潛在影響。這是少數首度針對水力壓裂對社區產生影響的詳細研究。

###### 對居民健康的影響
兒童和老年人因為免疫系統脆弱，被認為是最易受到負面健康影響的人群。在加菲爾德縣，水力壓裂已成為當地的主要基礎設施，而居民已經報告出現大量健康問題，例如皮疹、瘙癢和灼痛等皮膚問題。一位居民在2005年接受採訪時報告說她患有多次鼻竇感染和甲狀腺良性增生。這位女士聲稱，最近她“患有血栓和輕度中風，她的醫學檢驗無法對此做出解釋”。

#### 紐澤西州
紐澤西州境內的頁岩儲量並不多。2012年1月，該州州長克里斯·克里斯帝拒絕永久禁止水力壓裂的建議，州立法機關接受州長的替代建議，改採為期一年的水力壓裂禁令。2012年9月，克里斯帝以30票對5票的票數否決州參議會法案 (S253，禁止在紐澤西州處理、排放、處置或儲存水力壓裂廢棄物）。賓州將其水力壓裂廢棄物送到紐澤西州的公司，這些公司願意處理這些污水或是“回流”。 克里斯蒂聲稱參議會法案會削弱該州正在進行的水力壓裂研究，並會歧視其他州，而違反憲法中的休眠商業條款。

#### 北卡羅萊納州
2012年，該州估計天然氣液體儲量為8,300萬桶，據說相當於5年的供應量。2012年7月2日，根據Session Law 2012-143 (S. 820) ，水力壓裂和平行鑽井在該州成為合法。北卡羅來納州環境品質部 (NCDEQ) 要求公司在進行任何鑽探之前仍需取得許可證。2012年的合法化是該州在1945年起禁止平行鑽井後的首度核准，而這種工藝是水力壓裂中很重要的部分。隨後該州在2014年立法，成立石油和天然氣委員會以取代礦業和能源委員會。雖然水力壓裂已經核發，但截至2017年7月，尚未有鑽探，或是完井的作業出現。
2017年底，大西洋海岸管道（天然氣）開始動工。該管道計劃耗資60億美元，與北卡羅來納州的95號州際公路平行。2018年12月，由於對瀕危物種的影響以及穿越阿帕拉契小徑，在維吉尼亞州的工程被迫停止。北卡羅來納州的政客和州長之間就管道的資金問題一直爭論不休。管線工程在2020年被宣布取消。但有在日後重啟建設的可能。

#### 俄亥俄州
據俄亥俄州天然資源部稱，自1951年以來，該州大約有80,000口油氣井經過水力壓裂處理。俄亥俄州不允許把壓裂回流或生產的鹵水排放到地表溪流；有98%的採出水被注入II類處理井中，其餘2%依據當地法規，用於控制道路上的灰塵和冰等用途。
2012年5月24日，俄亥俄州眾議會通過參議會用以規範石油和天然氣鑽探（包括水力壓裂）的法案315。這項法案要求公司在擬議鑽井地點1,500英尺（460米）範圍內對所有的水井做測試，並對鑽井和水力壓裂所使用的液體和化學品提出報告（被視為專有的排除在外）。公司還被要求對注入處理井的污水予以追蹤。俄亥俄州天然資源部允許業者在鑽探後60天內在其網站上發布使用化學品的內容。反對者曾希望法案要求在鑽井前即披露，以便公民設立測試水井中污染物的基線。俄亥俄州參議會還取消要求業者披露在地下水位以下但高於其最終深度所用的鑽井潤滑劑的要求。該法案沒賦予公眾對鑽探許可證提出上訴的權利，也無公告許可證的要求。該法案允許醫生僅出於治療目的向患者、家屬和其他醫生透露用藥配方，而不得在法律或其他程序中披露。
2013年5月，揚斯敦市議會否決一項禁止在城市範圍內進行水力壓裂作業的提議。尼爾斯市議會於2013年8月通過水力壓裂禁令，但在工會代表作證後的次月，一致致通過將禁令解除。
2017年2月14日，州眾議會通過一項法案，對OH SB50法案（禁止在深井注入鹵水和把鑽井轉為注入井使用）進行修正和修改。如果該法案獲得通過，多個定義會受到修改，例如：廢棄物、鑽井裝置、石油和天然氣等。

#### 賓夕法尼亞州
2011年，歐巴馬總統與馬里蘭州和賓州州長分別成立委員會，就水力壓裂的各個方面提供建議。對瑪西勒斯頁岩氣地區諮詢委員會的組成進行的一項研究顯示，委員會中沒成員具有公共衛生的專業知識，而且在51名委員會成員中，沒有成員具有環境衛生的專業知識，即使把專家的專長擴大“包括可假定具有與環境衛生相關的醫療和衛生背景，結果依然是缺乏這樣的專業”。

##### 鑽探許可
賓夕法尼亞州立大學的瑪西勒斯中心報告說，為開發油氣而頒發的許可證數量從2007年的122個增加到2011年的3,249個，並發佈這種擴散的動畫地圖。賓州水力壓裂所產生的大部分廢棄物在州內處置或者使用，但並非所有公司會提交有關生產或廢棄物的報告。
2012年11月，賓夕法尼亞州環境保護部再度受控，理由為把居民在飲用水中發現有水力壓裂液化學物質的信息隱瞞。這個部門以前犯過未通知居民相關污染的事件。該州州長湯姆·科貝特曾有試圖把水力壓裂的負面消息刪除的相關報導。截至2012年，科貝特已從石油和天然氣產業業收到超過100萬美元的競選捐款。

##### 瑪西勒斯頁岩法（州眾議會法案1950號）
瑪西勒斯頁岩法（州眾議會法案1950號）於2012年2月14日由州長湯姆·科貝特簽署。雖然EPA就廢水的安全性發出警告，這個法案還是把適用於瑪西勒斯頁岩井鑽井的使用分區法做了改變。法案原定於2012年4月生效，但來自賓州越來越多的市政當局和組織的法律挑戰，導致聯邦資深法官基思奎格利（Keith Quigley）下令將法案中頗有爭議性第13點推遲120天實施。
瑪西勒斯頁岩法包含一項條款，只允許醫生在緊急情況下獲取水力壓裂液中的化學物質清單，但禁止他們與患者討論這些信息。這條款是在上次修訂該法案時所添加。 
2012年，EPA加強對賓州水力壓裂調查的監督，而調查由贊成鑽探的州長湯姆·科貝特負責。2011年，《紐約時報》報導說賓州的監管不嚴，監管機構從未做過突擊檢查。據說，石油和天然氣產業在發生事故時通常會自行監管，報告自身洩漏事件，自行制定補救計劃。

#### 德克薩斯州
德州登頓市於2014年11月4日就是否禁止水力壓裂而辦理全民投票。投票者中有59%支持禁止，這個城市成為德州首個禁止水力壓裂的城市。正反雙方之間的競爭很激烈：反禁止者籌到70萬美元的經費，大部分由業者捐贈，倡導禁止者籌到7.5萬美元，其中4萬由一倡導團體提供。
2015年5月，德州立法機構通過HB40法案，由州長格雷格·阿博特簽署，把地方性的水力壓裂禁令定為非法。而登頓市議會於2015年6月把禁令廢除。

#### 懷俄明州
懷俄明州與美國其他任何一個州相比，有非常嚴格的法規，並且是最早制定反對水力壓裂法規的州之一。這主要歸功於前州長戴維·弗賴登塔爾。懷俄明州的現行法規允許水力壓裂以安全和環保的方式蓬勃發展，確保經濟利益不受干擾。
2010年6月8日，懷俄明州石油和天然氣保護委員會投票要求全面披露用於水力壓裂液中的添加劑。

## 非營利組織和地方組織
由於政治、經濟和環境之間的鬥爭，規範水力壓裂的法規和法律比其他法律更難通過。而引發非營利組織和地方組織主動參與監管過程。

### 盡責頁岩開發中心
盡責頁岩開發中心（Center for Responsible Shale Development）是個非營利組織，致力於彌合環境保護與頁岩開發作業之間的差距。他們為此創建一個認證流程，讓社區知道頁岩開發商會依照高環境標準之下運作。業者可透過這個組織獲得"空氣和氣候”、”廢棄物和水”，或是兩者均有的認證。這類由第三方審核的目的是幫助頁岩油氣業者贏得公眾的信任，並通過實現高水平的環境保護使自己脫穎而出。這種認證並非用於取代法規，而是要加強和補充現行的做法。同時相關成本由業者自行負擔，與執行州和聯邦的法規不相同。認證有效期為5年，期間會進行年度審查。該組織在國際和國內日漸受到歡迎，因為大型頁岩油氣公司取得認證後，可進一步提高他們在以往會抵制的社區中取得鑽探的機會。

## 媒體與公關
由於許多當地鄉鎮反對水力壓裂活動，導致業者採取各種公共關係做法來消除當地人對水力壓裂的恐懼，業者承認曾使用“軍事戰術與反對鑽井者對抗”。在討論公共關係做法的會議上，賓州最重要的水力壓裂公司Range Resources的發言人Matt Pitzarella告訴其他與會者，該公司僱用熟悉心理戰的退伍軍方人員。根據Pitzarella的說法，這些人在中東學到的經驗對他們公司在賓州處理情緒激動的鄉鎮會議時很有價值。2012年參加共和黨總統候選人提名的候選人瑞克·桑托榮稱反對水力壓裂的人為環境恐怖主義份子。

## 附註
a. ^  Also spelled "fraccing" or "fracing".

## 進一步閱讀
- Wilber, Tom. . Ithaca, NY: Cornell University Press. 2012. ISBN 9780801450167.

## 外部連結
- Introduction to hydraulic fracturing （页面存档备份，存于） – United States Geological Survey
- Hydraulic fracturing – Bureau of Land Management
- Hydraulic fracturing in California （页面存档备份，存于） – California Department of Conservation
- Questions and Answers About Hydraulic Fracturing in Michigan （页面存档备份，存于） – Michigan Department of Environmental Quality
- Natural Gas Drilling in Marcellus Shale – City of New York